# 原田勝弘 (社会学者)
原田 勝弘（はらだ かつひろ、1937年 - ）は、日本の社会学者。明治学院大学名誉教授。被爆者の調査研究などに携わる。2012年、著書に、『生活研究の社会学 変容する生活像の軌跡と調査分析』（2012年、光生館）がある。

## 年譜
- 1937年 - 千葉県に生まれる。
- 1961年 - 早稲田大学第一商学部を卒業し、日本リサーチセンターに就職。
- 1969年 - 慶應義塾大学大学院社会学研究科博士課程を修了。
- 1970年 - 明治学院大学専任講師。
- 1982年 - エセックス大学客員研究員。
- 1983年 - エセックス大学客員教授。
- 1985年 - 明治学院大学社会学部教授
- 2006年 - 明治学院大学を退職。

## 著書
- 社会調査（1971年、学文社） - 共編著
- 欲望の心理経済学 その国際比較研究（1977年、ダイヤモンド社） - 共訳
- 社会学 現代社会と社会学の課題（1984年、勁草書房） - 共著
- 生活記録の社会学 方法としての生活史研究案（1991年、光生館） - 共監訳
- 環太平洋 先住民族の挑戦 自治と文化再生をめざす人びと（1999年、明石書店） - 共編著
- 社会調査論 フィールドワークの方法（2001年、学文社） - 共編著
- 生活研究の社会学 変容する生活像の軌跡と調査分析（2012年、光生館）